# Зире, Евгений Фёдорович
Евгений Фёдорович Зире (нем. Eugen Friedrich Louis Siré; 3 [15] августа 1866], Санкт-Петербург — 13 сентября 1930, Владикавказ) — российский монголовед, позже — крупный государственный чиновник — управляющий Бакинской казённой палатой, действительный статский советник.

## Биография
Родился в Санкт-Петербурге 3 (15) августа 1866 года в многодетной семье железнодорожного служащего, придерживавшейся строгих лютеранских обычаев. По происхождению — балтийский немец.
Окончив в 1884 году гимназию в Ревеле, поступил на медицинский факультет Дерптского университета, откуда после первого семестра перевёлся на восточный факультет Императорского Санкт-Петербургского университета, который окончил в 1890 году со степенью кандидата восточных языков. Был учеником выдающегося монголиста Алексея Матвеевича Позднеева; тема дипломной работы: 'Исторические описания Сайн-Нойонского аймака Халхи.
Ещё в рамках дипломного сочинения Зире осуществил перевод глав с 69 по 75 кодекса «Илэдхэл шастир» («Послужного списка»), генеалогии туркестанских и халхских феодалов, выявил географические границы Сайн-Нойонского аймака и составил родословную таблицу его владетелей.
С января 1891 года Евгений Зире начал работать помощником библиотекаря в университетской библиотеке и научным сотрудником в Азиатском музее. В марте 1891 года составил «Список монгольским и калмыцким книгам и рукописям в Азиатском музее Академии наук по хронологическому поступлению их в состав библиотеки Азиатского музея» (более известен как «каталог Зере»).
В марте 1892 года поступил на службу в Министерство финансов и на этом окончилась его карьера учёного. В марте 1912 года он выслужил чин действительного статского советника. Был награждён орденами Св. Станислава 3-й (1897) и 2-й (1901) степеней, Св. Анны 2-й степени (1904), Св. Владимира 4-й (1910) и 3-й степеней (1914).

### Семья
Был дважды женат, имел сына и четырёх дочерей.